# Punakha-Dzong
Der Punakha-Dzong, auch bekannt als Pungtang-Dechen-Photrang-Dzong, was „Überaus ehrfurchtgebietender Dzong Palast der Glückseligkeit“ bedeutet, ist eine buddhistische Klosterburg (Dzong) im Distrikt Punakha in Bhutan und dient als Verwaltungszentrum dieses Distrikts. Von Shabdrung Ngawang Namgyel von 1637 bis 1638 errichtet, ist dieser Dzong die zweitälteste und zugleich die zweitgrößte Klosterburg Bhutans und eines der eindrucksvollsten Bauwerke des Landes. Der Punakha-Dzong war das Verwaltungszentrum und Sitz der Regierung von Bhutan, bis die Hauptstadt des Landes 1955 nach Thimphu verlegt wurde.
Die Klosterburg bewahrt die heiligen Reliquien der südlichen Drugpa-Linie der Kagyü-Schulrichtung des tibetischen Buddhismus, unter anderem die Rangjung Kasarpani und den geheiligten Nachlass Ngawang Namgyels und des Tertön Pema Lingpas.
Eine Gruppe von fünf Dzongs, darunter auch der Punakha-Dzong, wurde 2012 in die Tentativliste zum Welterbe in Bhutan aufgenommen. Diese Liste enthält die Objekte, die die Regierung Bhutans dem Welterbekomitee zur Aufnahme ins UNESCO-Welterbe vorzuschlagen beabsichtigt.

## Geographie

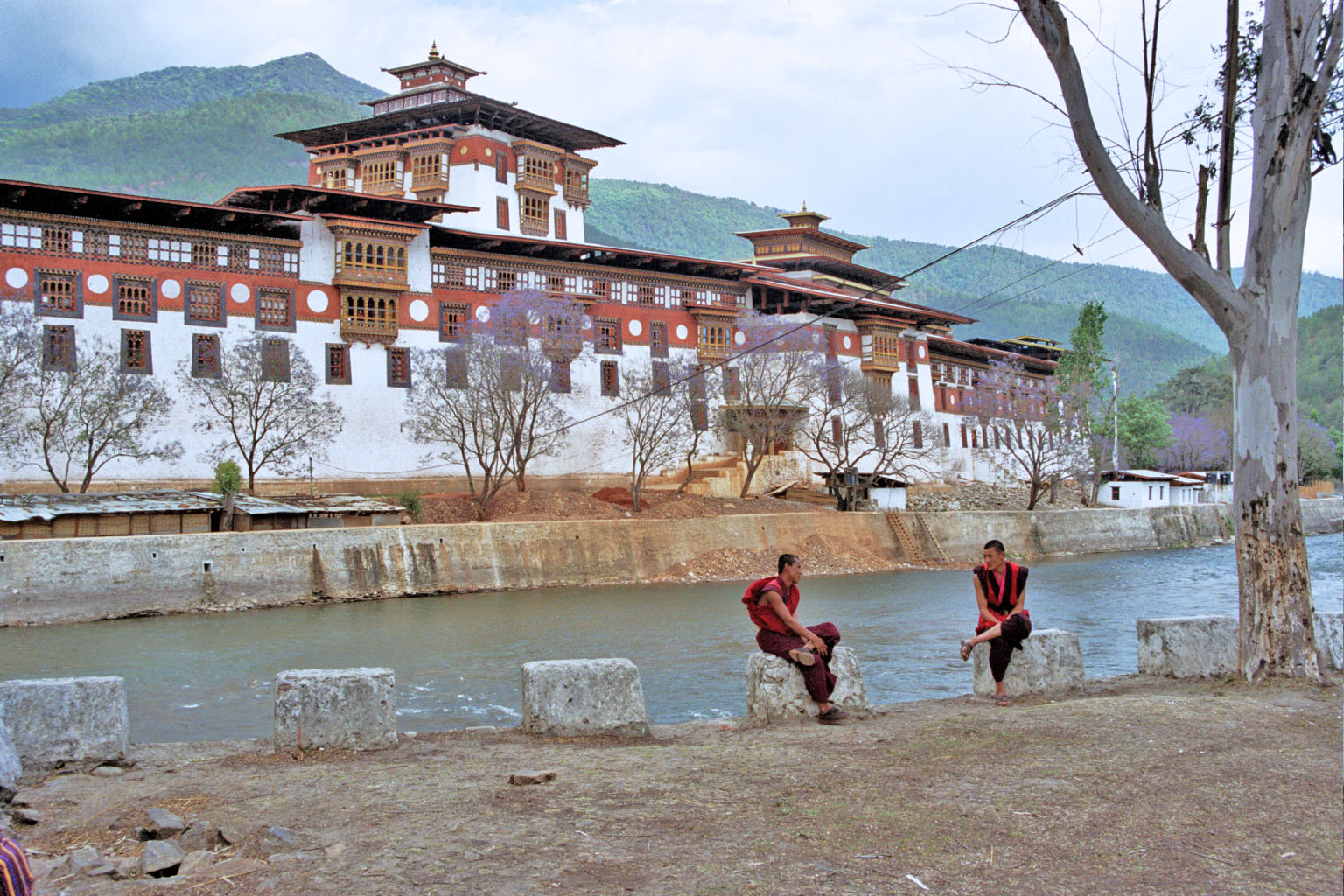
Der Punakha-Dzong am Mo Chhu.

Anders als die anderen Dzongs im Land liegt der Punakha-Dzong nicht auf einer Hügelkuppe oder Anhöhe, sondern inmitten des Punakha-Wangdue-Tals, am Zusammenfluss der beiden Flüsse Pho Chhu (Vater-) und Mo Chhu (Mutter-Fluss), vor einer eindrucksvollen Bergkulisse.
Die Quellen des Mo Chhu liegen in den nördlichen Bergen von Lighsi und Laya in Bhutan und in Tibet. Der Po Chhu wird von Gletschern in der Lunana Region des Punakha-Tals gebildet. Unterhalb des Zusammenflusses der beiden Flüsse fließt der vereinigte Fluss, nun Puna Tsang Chhu bzw. Sankosh genannt, weiter durch den Distrikt Wangdue Phodrang, kreuzt bei Kalikola die Grenze nach Indien und mündet schließlich in den Brahmaputra.
Wegen des gesunden Klimas der Region wurde Punakha zur Winter-Hauptstadt Bhutans. Das Oberhaupt der Geistlichkeit Bhutans verbringt zusammen mit seinem Gefolge die Wintermonate in diesem Dzong. Rund um den Dzong wachsen Jacaranda-Bäume, die im Frühling hellviolettfarben blühen.

## Geschichte
Gemäß einer lokalen Legende sagte der Weise Padmasambhava voraus, dass „eine Person mit Namen Namgyal zu einer Anhöhe kommen werde, die wie ein Elefant aussehe“. Shabdrung Ngawang Namgyel fand den Scheitel der Anhöhe, die wie vorhergesagt einem Elefantenrüssel glich, und errichtete in den Jahren 1637 und 1638 den Dzong.
Eine andere Legende erzählt, wie der Architekt Zowe Palep ein Traumbild empfing, nachdem der Shabdrung ihn angewiesen hatte, sich unter einem kleinen Bauwerk schlafen zu legen. Dieses Bauwerk, das eine Buddhastatue beherbergte, war bekannt als Dzong Chug, das heißt kleiner Dzong. In seinem Traum, eingegeben durch die übersinnlichen Kräfte des Shabdrung, erhielt er eine deutliche Vision eines Palastes für den Guru Rinpoche. Die Vision prägte sich dem Geist des Architekten so deutlich ein, dass sie ihn befähigte, einen Plan des Dzongs zu entwerfen und – ohne die Vision zu Papier zu bringen – dennoch den Bau umzusetzen. Auf Grundlage der Traumvision des Architekten begannen 1637 die Bauarbeiten an der Stelle des Dzong Chug. Der Bau wurde 1638 fertiggestellt. Zu dieser Zeit wurde Ngawang Namgyel infolge seiner fortgesetzten Anstrengungen, das Land zu einer Einheit zu vereinigen, der erste Führer eines geeinten Bhutan.
Der Dzong wurde unter dem Namen Pungthang Dechen Phodrang eingeweiht. Im Jahr 1639 wurde eine Erinnerungskapelle eingerichtet, um die Waffen aufzunehmen, die erobert wurden, als die Bhutaner an dieser Stelle die Tibeter zurückschlugen. Der Shabdrung richtete auch einen Mönchsorden mit 600 Mönchen ein, die von Cheri Gompa im oberen Thimphu-Tal hergebracht worden waren. Bis zu seinem Tod lebte der Shabdrung hier in diesem Dzong.
Die Spitze auf dem Dach des Utse, des Zentralturms des Dzongs, wurde 1676 von Gyaltsen Tenzen Rabgye, dem Abt des Dzongs, angebracht. Weitere Ergänzungen folgten von 1744 bis 1763 unter der Herrschaft Sherab Wangchucks. Das große Thangka, bekannt als Chenma Thoundral des Shabdrung, wurde dem Dzong vom Desi gestiftet. Das Thangka wird einmal im Jahr während des Tshechus gezeigt. Der 7. Dalai Lama spendete die Kupferdächer für den Dzong.

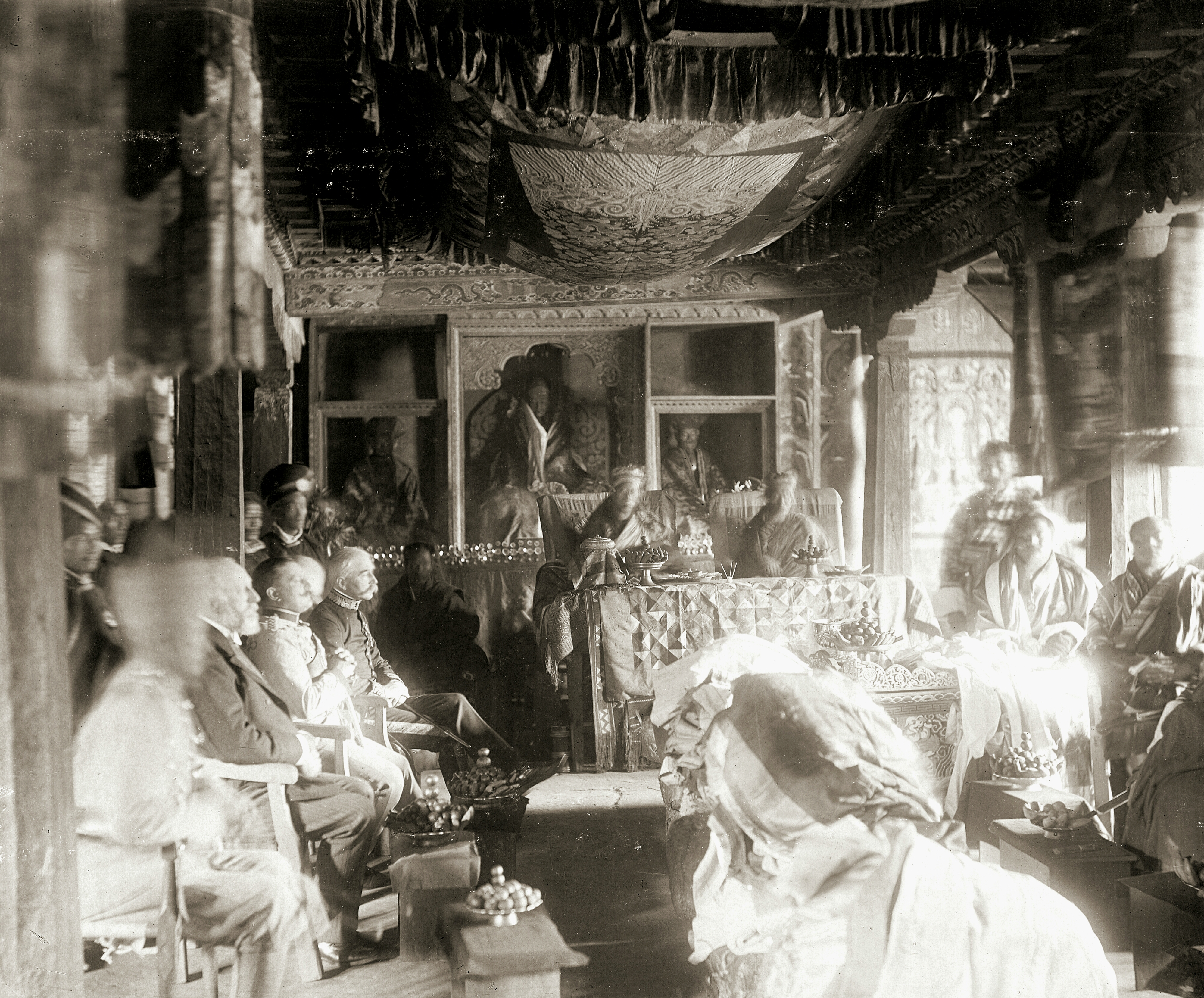
König Ugyen Wangchuck erhält im Punakha-Dzong den Orden des Knight Commander of the Order of the Indian Empire (1905)

Zwischen 1750 und 1849 beschädigten mehrere Brände den Dzong. Das Erdbeben von 1897 richtete schwere Schäden an. Der Dzong brannte 1986 teilweise ab, wurde jedoch schnell wieder vollständig aufgebaut. Er gilt als herausragendes Beispiel der Kloster- und Festungsarchitektur Bhutans.
Die Wangchuck-Dynastie regiert seit 1907 das Land. Im gleichen Jahr war der Punakha-Dzong der Krönungsort von Ugyen Wangchuck zum ersten Druk Gyalpo. Zu dieser Zeit war Punakha die Hauptstadt Bhutans. Drei Jahre später wurde in Punakha ein Vertrag unterzeichnet, wonach die Briten darauf verzichteten, sich in die inneren Angelegenheiten Bhutans einzumischen, und die Bhutaner im Gegenzug den Briten ihre außenpolitische Vertretung überließen. Am 13. Oktober 2011 wurde im Punakha-Dzong auch die Hochzeit zwischen Druk Gyalpo Jigme Khesar Namgyel Wangchuck und seiner Verlobten Jetsun Pema ausgerichtet.

## Architektur

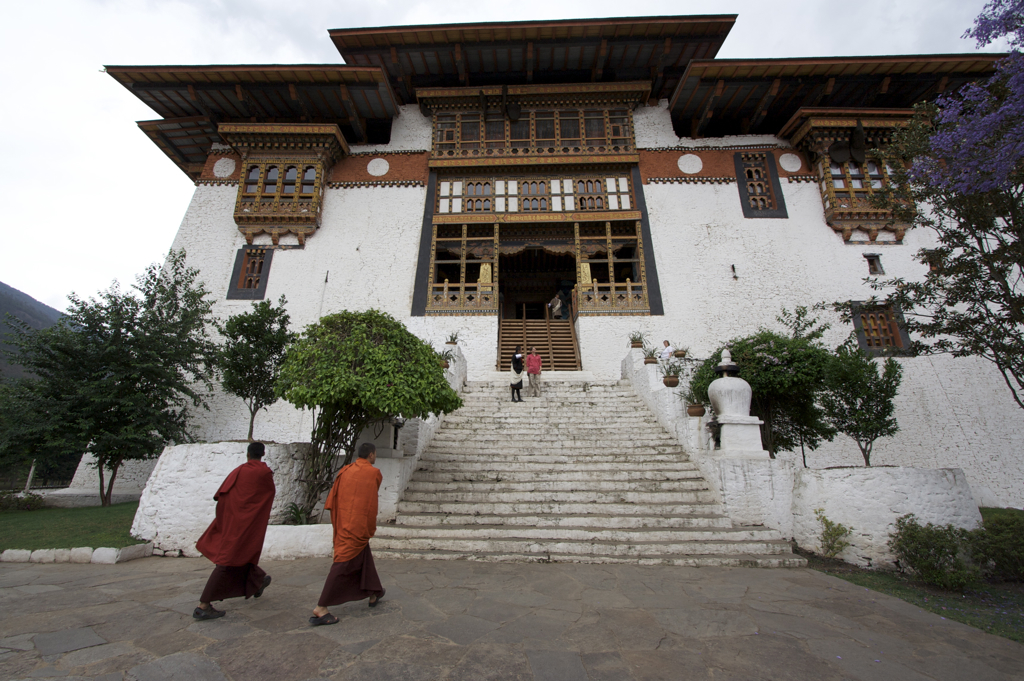
Haupteingang

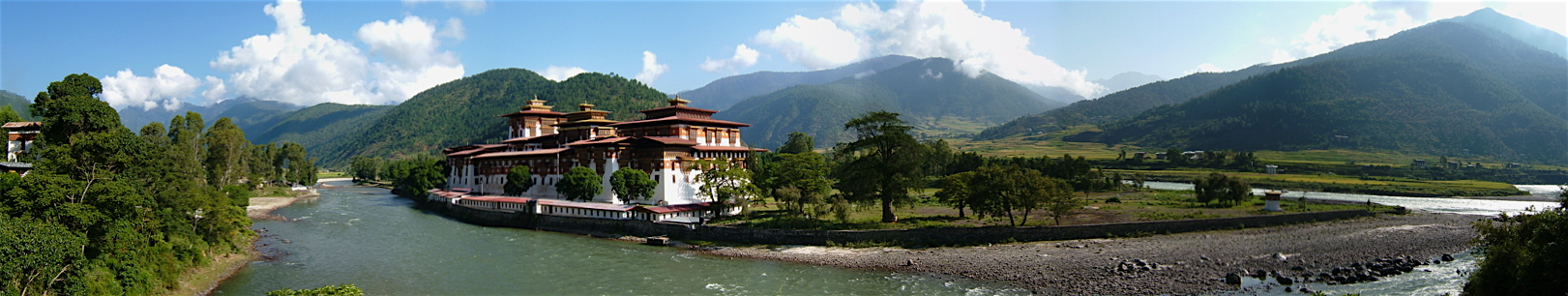
Panoramaansicht des Punakha-Dzong, der alten Hauptstadt Bhutans am Zusammenfluss von Pho Chhu and Mo Chhu.

Der Dzong ist Teil der Drugpa-Linie der Kagyü-Schulrichtung des tibetischen Buddhismus  in Bhutan und wurde als Verkörperung buddhistischer Werte errichtet. Er ist einer der 16 Dzongs, die unter der Herrschaft des Shbdrung zwischen 1594 und 1691 errichtet wurden.
Das sechsstöckige Bauwerk ist 180 m lang und 72 m breit und hat drei Innenhöfe (Dochey) und einen zentralen Turm (Utse). Für den Bau wurden Stampflehm, Stein und Holz verwendet.
Die Verteidigungsanlagen zum Schutz gegen feindliche Angriffe bestehen aus einer steilen Holztreppe und einem schweren hölzernen Tor, das nachts geschlossen wird. Nach den Beschädigungen durch das Feuer von 1986 wurde zusätzlich eine große Gebetshalle errichtet.

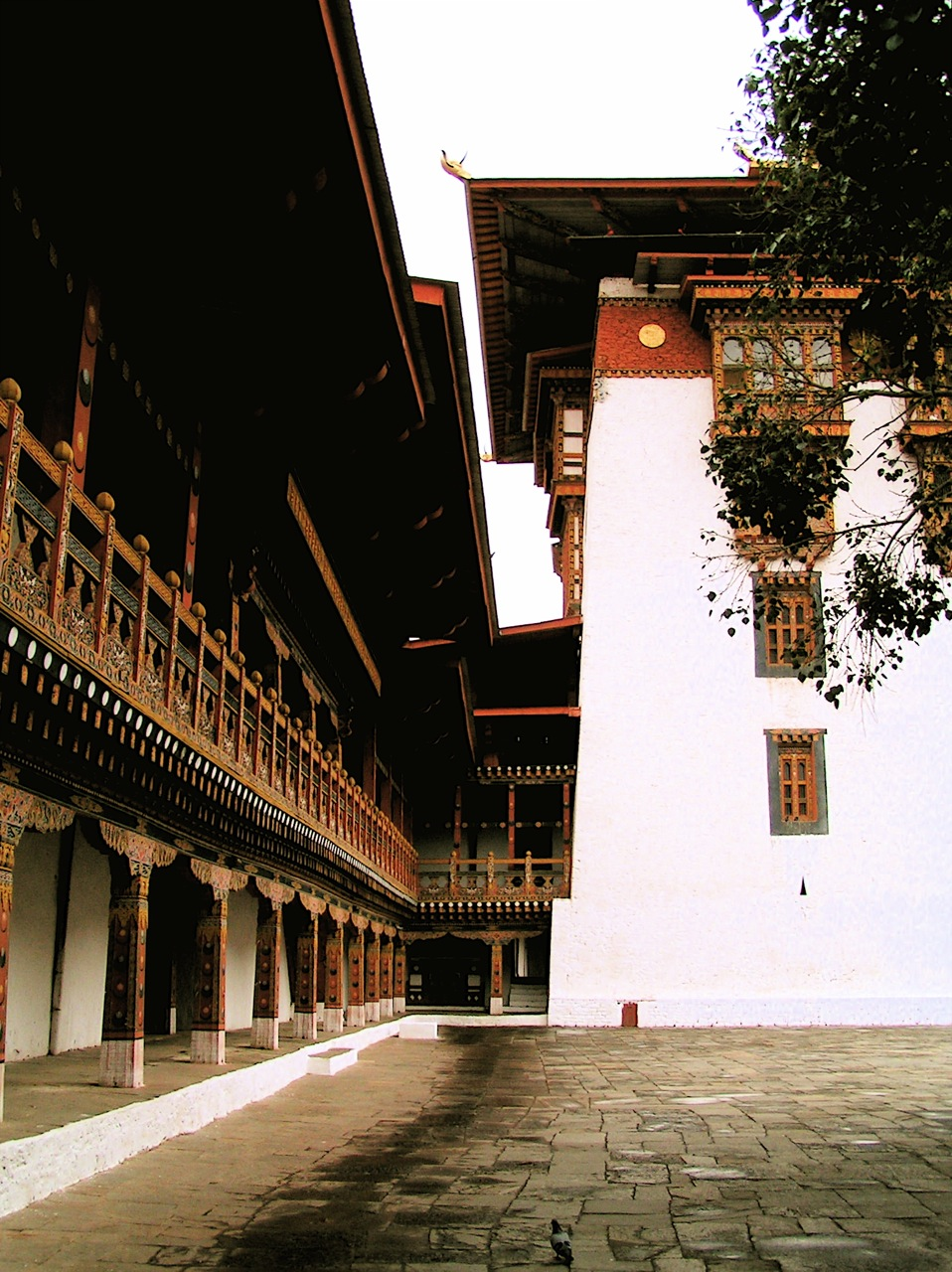
Gebäude im Innenhof

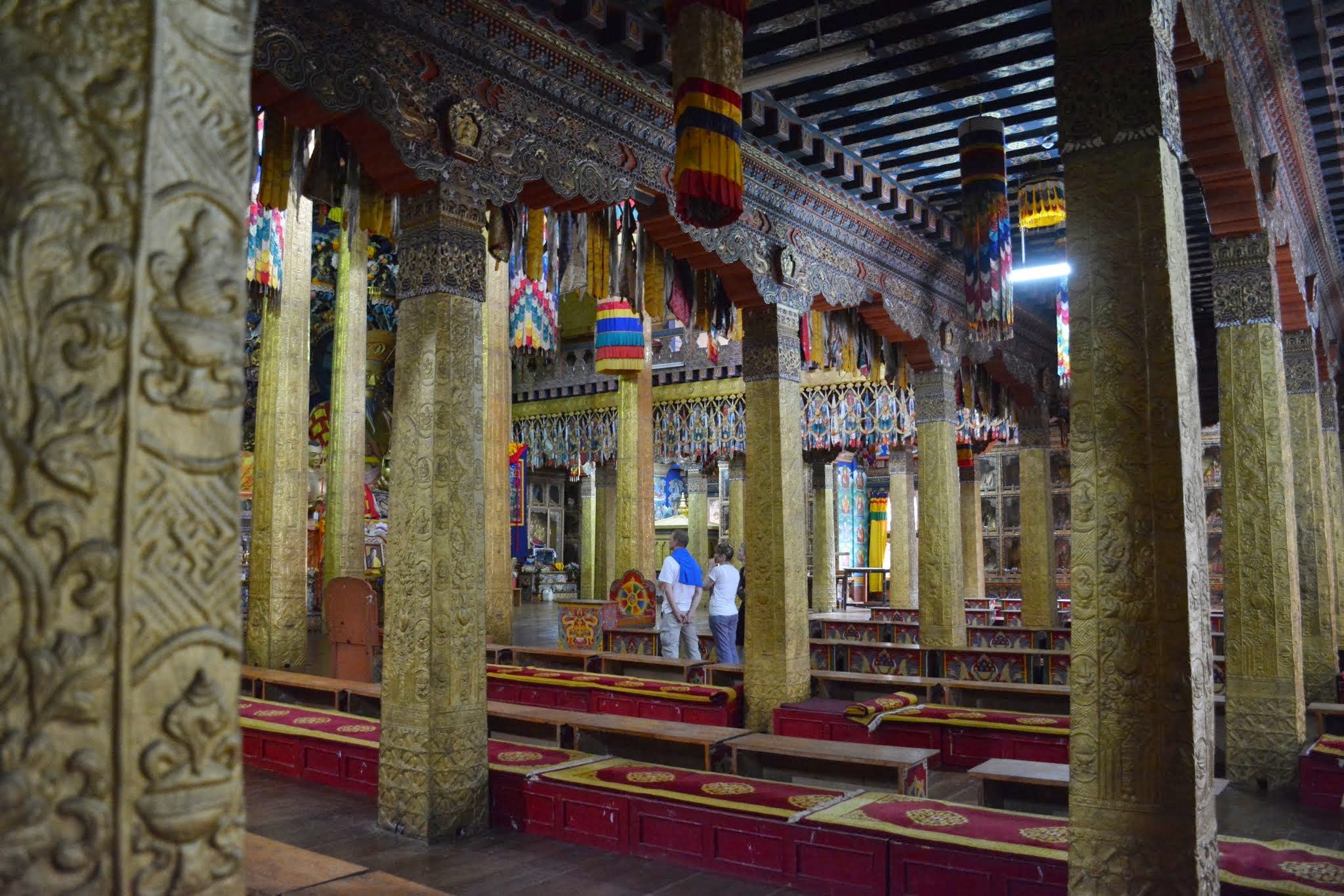
Punakha-Dzong (Innenansicht)

Die Verwaltungsbüros des Dzongs, eine sehr große, weiß-gekalkte Stupa und ein Bodhibaum befinden sich im ersten Innenhof. Ebenfalls im ersten Innenhof, ganz links, sind eine Steinaufschüttung und eine Kapelle zu sehen, die der Königin der Nagas gewidmet sind. Die Wohnquartiere der Mönche befinden sich im zweiten Innenhof, der Utse ist zwischen dem ersten und zweiten Innenhof gelegen. Zu den Gebäuden des zweiten Innenhofs gehören zwei historische Hallen; die eine ist Ugyen Wandchuck, dem späteren König, gewidmet, die andere Halle ist die, in der der König 1905 von John Claude White mit dem Orden des Knight Commander von Britisch-Indien ausgezeichnet wurde. Der dritte Innenhof liegt am südlichen Ende des Dzong, wo die Reliquien Pema Lingpas und Ngawang Namgyels aufbewahrt werden. Der Machey Lakhang im dritten Innenhof wurde 1995 generalüberholt und enthält den Reliquienschrein mit dem gut erhaltenen, einbalsamierten Körper des Shabdrung. Machey bedeutet wörtlich geheiligt einbalsamierter Körper. Dieser Lakhang ist nicht für Besucher geöffnet. Jedoch wird dieser Platz vom König und Je Khenpo aufgesucht, hauptsächlich um Segen zu erlangen, bevor sie ihre Ämter antreten.
Sturzfluten aus Dammbrüchen von Gletscherseen im oberen Bereich des Punakha-Tals kommen in den Flüssen Mo Chhu und Pho Chhu häufig vor. In der Vergangenheit haben solche Fluten wiederholt den Dzong beschädigt, so zum Beispiel 1957, 1960 und 1994. Im Jahr 1996 beschädigte eine Sturzflut des Pho Chhu die große Stupa und führte zu mehreren Todesfällen. Brände und Erdbeben tragen ebenfalls zu den Problemen bei der Erhaltung des Dzongs bei.
Nachdem weitgehende Sanierungsarbeiten gemäß der Zorig-Chusum-Tradition, einer alten Handwerkstradition von Holzschnitzereien, Steinmetz- und Metallarbeiten, Malereien und anderer Künste, durchgeführt wurden, besitzt der Dzong jetzt mehrere neue Lakhangs, über 200 neue religiöse Bilder und einige weitere Schätze. Eine Einweihungszeremonie, bekannt als Rabney-Zeremonie, durchgeführt von Seiner Heiligkeit, dem Je Khempo, und den Mönchen des Dratshang, der zentralen Mönchskörperschaft, wurde vom 13. bis 15. Mai 2004 abgehalten. Diese Sanierungsarbeiten wurden weitgehend von der Regierung Indiens finanziert. Nach der vollständigen Wiederherstellung des Dzongs in seiner alten Pracht, werden dort bemerkenswerte Bilder, Statuen und Thangkas gezeigt, darunter auch Wandmalereien aus der Regierungszeit des zweiten Druk Desi, die die Lebensgeschichte Buddhas darstellen. Des Weiteren gibt es vergoldete Statuen Buddhas, von Guru Rinpoche und dem Shabdrung sowie vergoldete Paneele und Säulen.
Eine hölzerne Auslegerbrücke, die den Mo Chhu überquert, wurde zusammen mit dem Dzong im 17. Jahrhundert errichtet. Diese Brücke wurde 1958 von einer Sturzflut weggespült und ab 2006 im traditionellen Stil wiedererrichtet.
Der Neubau der Punakha-Brücke mit einer freitragenden Spannweite von 55 m wurde 2008 fertiggestellt. Anlässlich der Einweihung betonte Premierminister Jigme Thinley, dass die neue Brücke ein wesentlicher Beitrag sei zu den Jubiläumsfeiern von „100 Jahren der Wangchuck-Monarchie und zur Krönung Seiner Majestät König Jigme Khesar Namgyel Wandchucks im Punakha-Dzong“.

## Tempelfeste

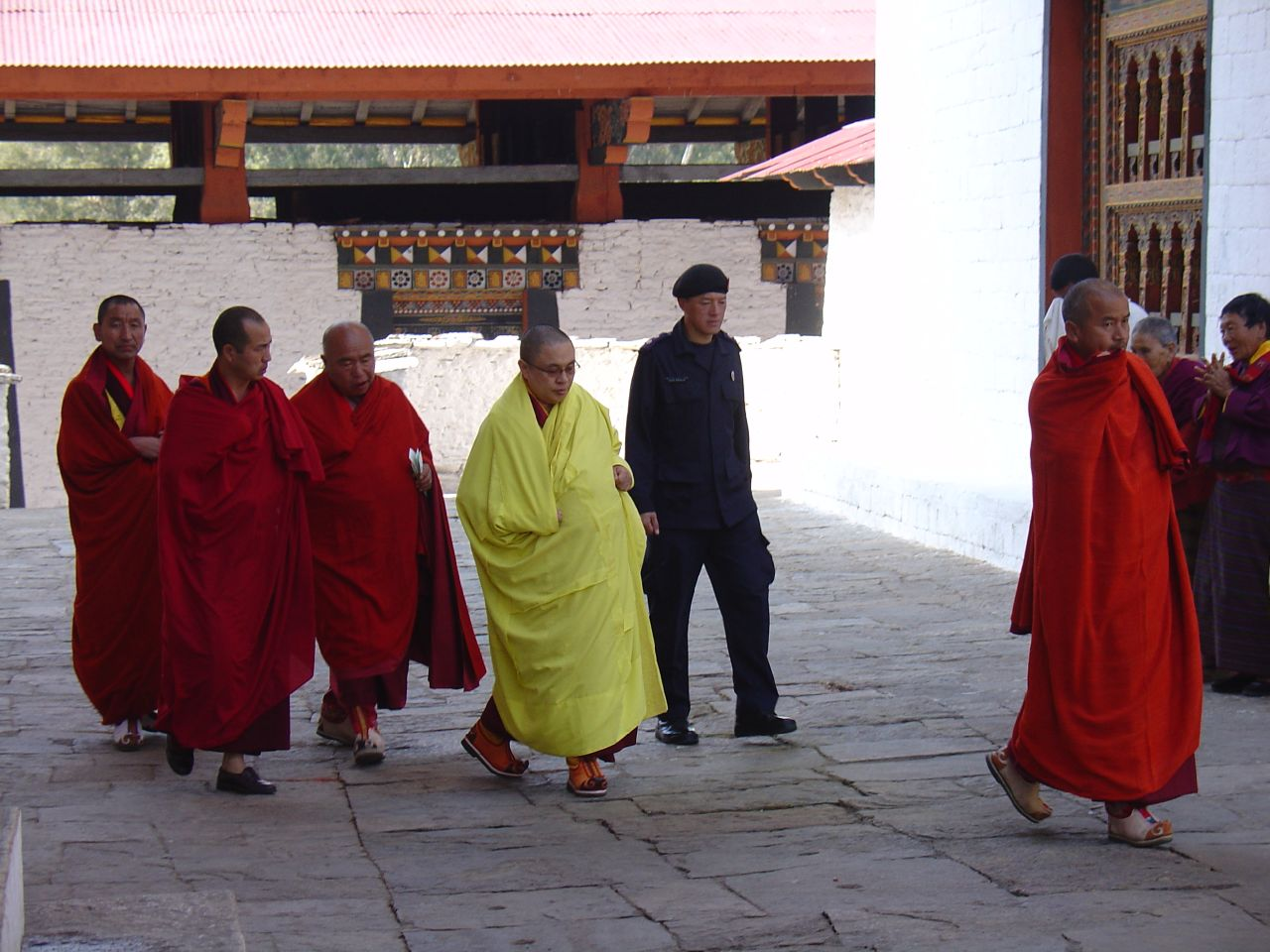
Die spirituellen Führer Bhutans auf dem Weg zum Tempelfest in Punakha.

Das Demoche ist das alljährlich am Dzong abgehaltene Tempelfest, das hauptsächlich von Leuten aus den Dörfern und entlegenen Orten des Distrikts besucht wird. Das Ranghung bzw. „selbst erzeugte“ Bildnis Avalokiteshvaras, das im Utse aufbewahrt wird, wird während des Festes gezeigt. Während des fünftägigen Festes, auch bekannt als Punakha-Fest, das im Februar oder März stattfindet, gibt es einige eindrucksvolle Darbietungen. Eine wichtige Darbietung ist die Darstellung der Invasion von 1639, als die Tibeter zurückgeschlagen wurden. Bei dieser theatralischen Darbietung, die vom Shabdrung eingeführt wurde, wird der vorgebliche Wurf einer Reliquie in den Mo Chhu dargestellt.
Am Abschlusstag des Tempelfestes wird ein Bildnis des Shabdrung zur Schau gestellt, gefolgt von einer Tanzdarbietung im Hauptinnenhof von 136 als Krieger gekleideten Tänzern. Die Darbietung endet damit, dass die Tänzer die Eingangstreppe hinabsteigen, wobei sie ausgelassen pfeifen und rufen. Darauf ziehen die Mönche angeführt vom Je Khenpo des Dzongs unter viel Getöse ans Ufer des Mo Chhu. Der Je Khenpo wirft dann Orangen in den Fluss, was als Rangjung Kharsapani als ein Opfer an die Nagas zu verstehen ist, die unter dem Flussbett wohnen. Nach diesem Akt werden auf dem Gelände des Dzongs traditionelle Maskentänze aufgeführt, die an die Errichtung des Dzongs erinnern.
Ein weiterer Ritus, der alljährlich begangen wird, heißt Lhenkey Dungchhur und dient der Verehrung verstorbener Seelen.